# Jakob Dont
Jakob Dont (Viena, Àustria, 2 de març, 1815 - Idem. 17 de novembre, 1888) va ser un violinista, professor i compositor austríac.

## Biografia
Jakob Dont era fill del violoncel·lista Valentin Dont, originari de Bohèmia. Alumne de Joseph Böhm (1795–1876) i Joseph Hellmesberger (fill)(1800–1873) al conservatori de la Societat Filharmònica de Viena, es va incorporar a l'Orquestra del Teatre Hofburg als setze anys i després va entrar al servei de la Capella el 1834. Imperial. A partir del seu èxit com a solista als diferents escenaris de la capital, el 1853 esdevingué professor a l'Institut Pedagògic de Viena (Pädagogischen Institut Wien). L'any 1871 va obtenir una càtedra de professor al Conservatori de Viena, càrrec que després va deixar perquè allí estava prohibit ensenyar les seves pròpies obres. Entre els seus alumnes hi havia Leopold Auer.

## Catàleg
Entre les seves nombroses composicions pedagògiques, els 24 estudis i capritxos "Gradus ad parnassum" opus 35 així com els 24 exercicis preparatoris per als estudis de Rodolphe Kreutzer i Pierre Rode opus 37 segueixen sent peces clau de la pedagogia del violí.
Peces concertants
- 3 Capricis de concert per a violí i orquestra, Op. 40 (1858)
- Moceau de concert en re menor per a violí i orquestra, Op. 41 (1855)

Música de cambra
- Introducció i variacions brillants en mi major per a violí i piano, Op. 21 (1844)
- Popurrí sobre temes de l'òpera Alessandro Stradella (òpera) de Friedrich von Flotow per a violí i piano (1846)
- Popurrí sobre temes de l'òpera "Das Nachtlager in Granada" de Conradin Kreutzer per a violí i piano (1846–1847)
- Popurrí sobre temes de l'òpera "The Devil's Part (òpera còmica) de Daniel Auber per a violí i piano (1847)
- Popurrí sobre temes de l'òpera "Ernani" de Giuseppe Verdi per a violí i piano (1847)
- Popurrí sobre temes de l'òpera "The Bohemian Girl" de Michael William Balfe per a violí i piano (1848)
- Introducció i variacions en La major per a violí i piano, Op. 36 (1848)
- Introducció i brillant rotllana per a violí i piano, Op. 34 (1849)
- Popurrí sobre temes de l'òpera "Der Förster" (L'ànima trista) de Friedrich von Flotow per a violí i piano (1852)
- Popurrí sobre temes de l'òpera "Rigoletto" de Giuseppe Verdi per a violí i piano (1855)
- Popurrí sobre temes de l'òpera "Macbeth" de Giuseppe Verdi per a violí i piano (1856)
- Quartet en mi menor per a 4 violins, Op. 42 (1859)
- Duet en do major per a 2 violins, Op. 43 (1869)
- Quartet en fa major per a 4 violins, Op. 45 (1864)
- Duet en la menor per a 2 violins, Op. 48 (1870)

Música per a piano
- 3 Masurques, Op. 24
- Polonesa, Op. 31 (1850)
- Jubel-Marsch zur Feier der glorreichen Schlacht bei Novara, Op. 32 (1850)

Obres didàctiques per a violí
- Exercicis fàcils en totes les tecles (Leichte Übungen in allen Dur- und Molltonarten), amb acompanyament d'un segon violí Op. 17 (1854)
- 5 Capricis, Op. 18 (1840)
- 3 Capricis, Op. 20 (1842)
- Gradus ad Parnassum: duets fàcils per a l'estudi de principiants (Leichte Duettinen zur Gebrauch als Übungsstücke für Anfänger) per 2 violins, Op. 26 (1851)
- 4 Estudis, Op. 30 (1847)
- 6 Estudis, Op. 33 (1849)
- 6 Estudis i Capricis, Op. 35 (1849)
- Gradus ad Parnassum: 24 Etudes et Caprices (Etüden und Capricen), Opp. 18, 20, 30, 33, 35 (1849)
- Gradus ad Parnassum: 24 exercicis preparatoris per als estudis de Kreutzer i Rode ( 24 Vorübungen zu R. Kreutzer's und P. Rode's Etüden), Op. 37 (1852)
- Gradus ad Parnassum: 20 exercicis progressius (20 fortschreitende Übungen) amb acompanyament d'un segon violí, Op. 38 (1854)
- Système de Gammes (Die Tonleitern in allen Dur- und Molltonarten sammt den Intervallen in Form kleiner melodischer, progressive aufsteigender Übungsstücke), Op. 39 (1854)
- Suplement als estudis de Kreutzer (Anhang zu R. Kreutzer's Etüden oder Capricen) (1857, 1860)

Llibre I: Erläuterung und Euleichterung der Nr. 1, 14–22
Llibre II: Zweite Violine als Begleitungsstimme der Etuden oder Capricen, No. 1–20
- Theoretische und praktische Beiträge zur Ergänzung der Violinschulen, und zur Erleichterung des Unterrichts, Op. 49 (1873); 8 volums
- 12 exercicis de l'escola de violí (12 Übungen aus der Violinschule) de L. Spohr, amb notes explicatives completes, digitacions i reverències
- Gradus ad Parnassum: col·lecció de peces educatives per a conjunt (Sammlung mehrstimmiger Musikstücke zur Übung im Ensemblespiel) per a violins (o amb viola, o viola i violoncel), Op. 52 (1877); 6 volums
- Gradus ad Parnassum: 6 Études (6 Studien: In Anschluss an Op. 35 Etudes et Caprices), Op. 54 (1887); suplement a l'op. 35
- Gradus ad Parnassum: 6 Capricis (6 Capricen), Op. 55 (pòstum, 1891); suplement a l'op. 35
- Gammes et Cadences (Die Skalen und Kadenzen mit systematischem Fingersatz und Lagenwechsel), Op. 60 (1882)
- Gradus ad Parnassum: Caprices et Cadences (Capricen und Cadenzen), Op. 61 (1882)
- Exercicis per a l'arc, a les 3 primeres posicions (Bogenstrichart-Übungen mit Wechsel der ersten drei Lagen) per a 2 violins, Op. 62

Cadències
- 3 cadències per al Concerto per a violí de Ludwig van Beethoven, op. 61 (1888)

Cançons i peces vocals
- Der blinde Geiger, romanços per a veu i piano, op. 28 (1841)
- Wand'rer's Liebesschmerz, Lied d'apres Johann Nepomuk Vogl per a violí i piano, op. 29 (1841)
- 2 poemes de J.N. Vogl (2 poemes de J.N. Vogl) per a 4 veus masculines (1842)
- # Die Abendglocke
- # Am Grave der Gelieben
- Herbstmelancholie per a veu i piano (1847)
- Gott im Ungewitter per a veu i piano, op. 22 (1853)
- Die Bleicherin per a veu i piano, op. 23 (1851); poema de Ludwig August von Frankl
- Auf der Brücke per a veu i piano, op. 27 (1851); poema de Johann Nepomuk Vogl
- 4 Gesänge (4 cançons) per a soprano o tenor i piano (1873)
- # I l'estrella del vespre: "O nimm mich auf"
- # Cançó de bressol: "Die Nacht ist gekommen"
- # Cançó de Wander: "Wohin ich nur wander're"
- # Zigeunerlied: "Es feget die Heide"
- The Grave per a baix i piano (1873)

Peces per a Cor
- Im deutschen Geist und Herzen sind wir ein's per a cor masculí (1887)
- Der Herr ist groß, doble cor per a veus masculines (1888)

## Homenatge
- Des de 1938 un carrer porta el seu nom a Viena, al tretzè districte de Hietzing.